# Prestine
Prestine is een gemeente in de Italiaanse provincie Brescia (regio Lombardije) en telt 378 inwoners (31-12-2004). De oppervlakte bedraagt 16,0 km², de bevolkingsdichtheid is 25 inwoners per km².

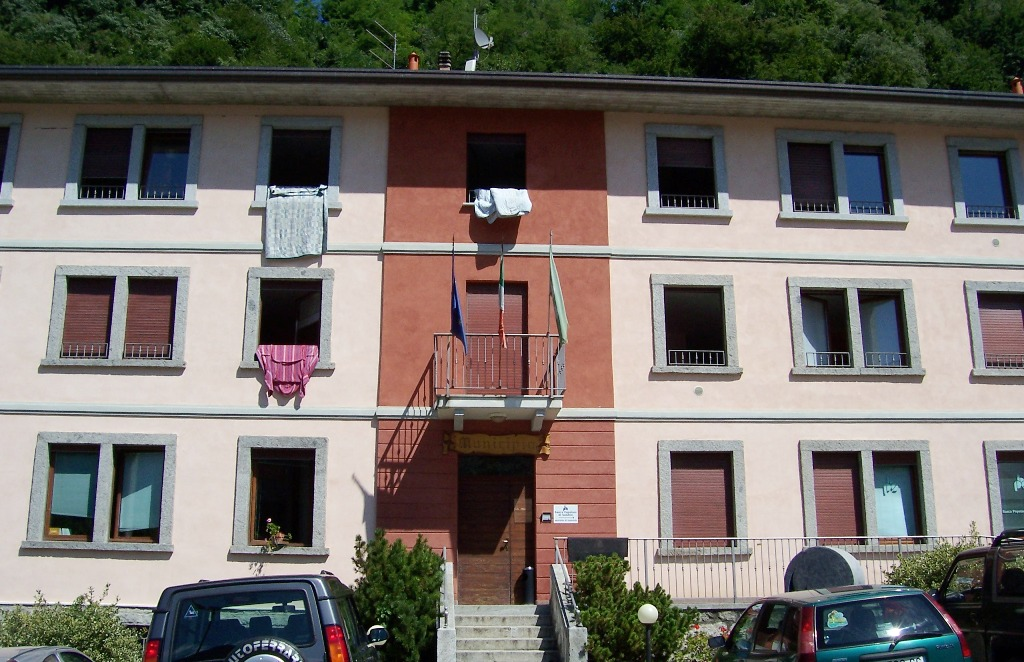
Gemeentehuis
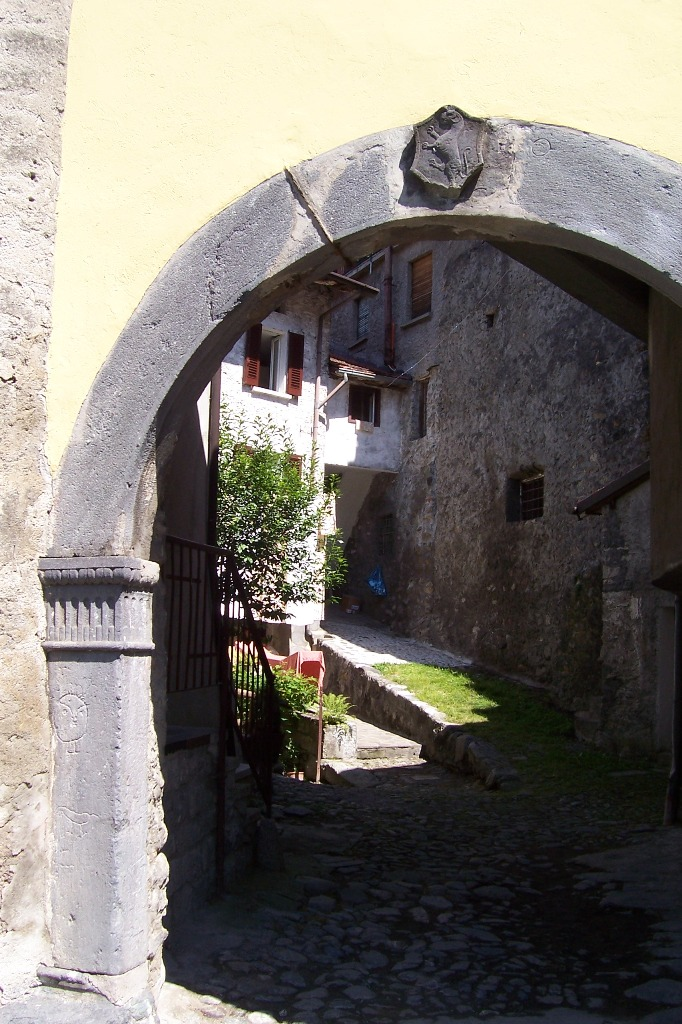

## Demografie
Prestine telt ongeveer 189 huishoudens. Het aantal inwoners daalde in de periode 1991-2001 met 6,4% volgens cijfers uit de tienjaarlijkse volkstellingen van ISTAT.
| Jaar | Inwoneraantal |
| ---- | ------------- |
| 1991 | 423           |
| 2001 | 396           |

## Geografie
Prestine grenst aan de volgende gemeenten: Bagolino, Bienno, Breno, Niardo.